# Procissão do Fogaréu

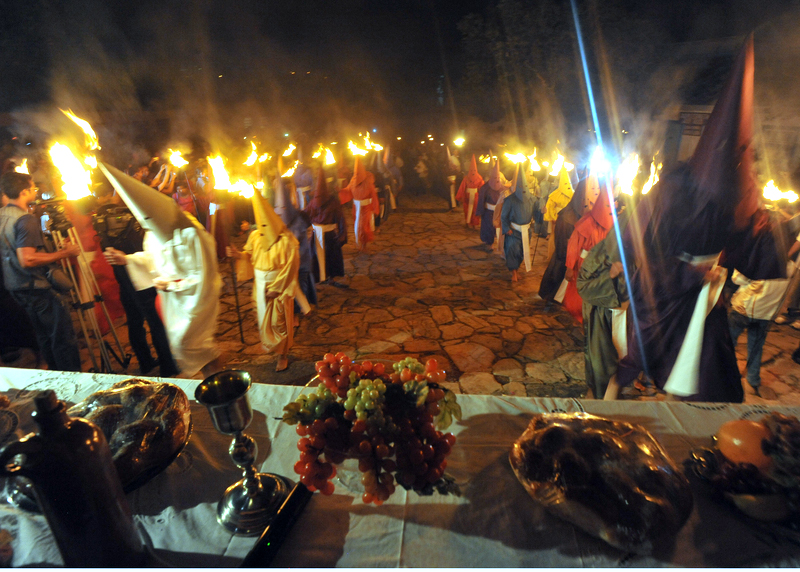
Imagem na encenação da Última Ceia

Procissão do Fogaréu é uma tradicional procissão católica realizada anualmente em algumas cidades do Brasil durante a semana santa.
A procissão encena a cassação e a prisão de Jesus Cristo, o seguimento da procissão muda de cidade para cidade, assim como o dia da semana santa na qual é feita. Tradicionalmente, dezenas de farricocos vestidos em indumentária especial e segurando tochas, representam soldados romanos. Eles seguem descalços, pelas ruas da cidade. A indumentária utilizada pelos farricocos caracteriza-se por uma túnica comprida de cores variadas e por um longo capuz cônico e pontiagudo, guardando fortes semelhanças com as vestimentas que ainda hoje são comuns nas celebrações da semana santa na Espanha. Trata-se, com efeito, de um traje de origem medieval, o qual era costumeiramente utilizado por penitentes que assim podiam expiar seus pecados sem ter que revelar publicamente sua identidade. Durante a procissão, geralmente são feitas encenações da procura de Jesus pelos soldados romanos, o estilo, no entanto, pode mudar de cidade para cidade. Na cidade de Goiás (GO), pioneira da celebração, por exemplo, a procissão tem início a 0:00 da quinta-feira santa, com a iluminação pública apagada e ao som de tambores, à porta da Igreja da Boa Morte, na praça principal da cidade. Uma multidão de pessoas, composta de fiéis, turistas e moradores locais, assistem ao espetáculo, marchando juntamente aos farricocos em direção à escadaria da Igreja de N. S. do Rosário, onde encontram a mesa da última ceia já dispersa. Em seguida, avançam na direção da Igreja de São Francisco de Paula, que simboliza o Jardim das Oliveiras, onde se dará a prisão de Cristo. Este é representado por um estandarte de linho pintado em duas faces, obra do artista plástico oitocentista Veiga Valle. 
Na Cidade de Caxias-MA, é realizada na Quarta-Feira Santa, às 22h no adro da Catedral dos Remédios com encenações de focos da vida de Jesus. A Santa Ceia é encenada em frente ao imponente palácio episcopal. Após os dramas, a procissão sai às rias estreitas do centro histórico com a iluminação apagada, passando pelas centenárias igrejas de São Benedito, Rosário e Matriz, retornando em seguida para Catedral. Já na cidade de Santo Antônio de Pádua (RJ), a procissão, feita na segunda-feira santa, tem algumas paradas na quais são feitas encenações da história da prisão e, ao fim de cada encenação, é feita uma pequena pregação, sendo a última parada em frente a Paróquia Santo Antônio, um dos pontos turísticos da cidade.

## Origem do evento
A Procissão do Fogaréu foi introduzida em Goiás pelo padre espanhol Perestelo de Vasconcelos, em 1745.

## Outras procissões no Brasil e em Portugal
- Em Cunha é realizada na quinta-feira santa, partindo da Praça da Matriz.
- Em Santo Antônio de Pádua é realizada na segunda-feira santa, partindo da Paróquia Santo Antônio.
- Em Caxias é realizada na quarta-feira santa, saindo na Catedral de Nossa Senhora dos Remédios.
- Em Lorena é realizada na sexta-feira santa.
- Em Petrópolis, a procissão foi introduzida no calendário da Igreja Católica na Paróquia de São João Batista, localizada no distrito da Posse, a 40 km do centro da cidade.
- Em Braga, também é chamada de Ecce Homo.
- Em Santa Luzia, na Paraíba, a procissão é realizada na quinta para a sexta feira santa, saindo da igreja de São José Operário até a capela de São Sebastião.
- Em Porciúncula é realizada na quarta-feira santa, saindo da Igreja Matriz de Santo Antônio.
- Em Bacabal é realizado na quarta-feira, logo no início da noite.[7]
- Em Oeiras (Piauí) a procissão ocorre na quinta-feira santa. Somente homens, aos milhares, participam da procissão, carregando velas e lamparinas feitas de lâmpadas usadas.[8][9][10]
- Em Piracuruca, no Piauí, é realizada na quarta-feira santa, saindo da Igreja Matriz de Nossa Senhora do Carmo pelas ruas do centro histórico.
- Em São Luiz do Purunã é realizada na quarta-feira santa.
- Em Governador Valadares é realizada na quinta-feira santa.
- Em Recife é realizada na sexta-feira santa.
- Em Marechal Deodoro (Alagoas) é realizada na quinta-feira santa.
- Em Porto Alegre é realizada no sábado da semana santa.
- Em Ijuí é realizada no sábado da semana santa.
- Em Lavras (MG), a Paróquia Sant'Ana realiza a procissão na quinta-feira da Semana Santa.
- Em Augustinópolis (TO), na Capela São José, realiza a procissão na quinta-feira da Semana Santa.
- Em Guarulhos[11][12] (SP), é realizada desde 2009 pelo cordelista Bosco Maciel, com saída na quinta-feira santa da Igreja da Matriz (Catedral Nossa Senhora da Conceição) e segue até a Capela do Rosário (Igreja de Nossa Senhora do Rosário Mãe dos Homens Pretos e São Benedito).
- Em Florânia (RN), a Procissão do Fogaréu acontece desde 2007. Sempre às 00h da Sexta-feira Santa, saindo da Matriz de S. Sebastião com tochas e acompanhada dos instrumentos, até a Igreja do Santíssimo Sacramento, onde é encenada a Prisão de Jesus.
- Em Mangaratiba (RJ), a Procissão do Fogaréu acontece desde 2000, sempre às 00h da Sexta-feira-Santa.